# Cư Elang
Cư Elang là một xã thuộc huyện Ea Kar, tỉnh Đắk Lắk, Việt Nam.

## Địa lý
Xã Cư Elang có vị trí địa lý: 
- Phía đông giáp xã Cư Bông
- Phía tây giáp huyện Krông Pắc
- Phía nam giáp huyện Krông Bông
- Phía bắc giáp xã Ea Ô.

Xã Cư Elang có diện tích 80,24 km², dân số năm 2005 là 4.315 người, mật độ dân số đạt 54 người/km².

## Lịch sử
Ngày 23 tháng 3 năm 2005, Chính phủ ban hành Nghị định số 40/2005/NĐ-CP về việc thành lập xã Cư Elang trên cơ sở 8.024 ha diện tích tự nhiên và 4.315 nhân khẩu của xã Ea Ô.